# All I’ve Got to Do
«All I’ve Got to Do» (с англ. — «Всё, что мне нужно сделать») — песня группы «Битлз», выпущенная на их втором студийном альбоме With The Beatles. Песня была написана Джоном Ленноном, однако приписана авторскому дуэту Леннон — Маккартни.
Согласно критику Дэннису Олстранду, эта песня стала первой в истории рока, в которой аккордовая партия басиста является существенной частью композиции.

## Особенности песни
Сам Леннон говорил, что при написании этой песни он «пытался повторить Смоки Робинсона»; музыкальный критик Иэн Макдональд тоже отметил сходство между этой песней и «You Can Depend on Me» (группы The Miracles, участником которой был Робинсон) как в музыкальном, так и в текстовом плане. Музыкальный обозреватель Ричи Антербергер отметил, что песня звучит похоже на стиль Робинсона, но также и на стиль Артура Александера. Биограф «Битлз» Боб Спитц отметил, что песня «темна и угрюма», а также сравнил её с композицией «Baby It’s You» группы The Shirelles (кавер-версию которой «Битлз» записали для своего первого альбома) и с ранними записями группы The Drifters.
Данная песня является одной из трёх, написанных Ленноном специально для этого альбома (наряду с «It Won’t Be Long» и «Not a Second Time»). Вероятней всего, песня была написана в расчёте на американскую аудиторию: в пользу этого предположения говорит наличие в тексте слов «Всё, что мне нужно сделать, — это позвонить тебе», тогда как для британской молодёжи начала 1960-х сама идея позвонить девушке по телефону была немыслима (это подтверждает и сам Леннон в одном из интервью, посвящённом песне «No Reply»: «Я не звонил девушке ни разу в жизни. Потому что телефоны не были частью жизни британских несовершеннолетних»).

## Запись песни
Группа записала песню 11 сентября 1963 года (в ту же сессию записывались также песни «I Wanna Be Your Man», «Little Child», «Not a Second Time» и «Don’t Bother Me»). Было сделано 14 попыток (но лишь 6 из них были удачными), после чего была записана ещё одна версия, которую поначалу планировали использовать для дополнительной сводки. В итоге эта 15-я попытка и стала базовой. Песня была окончательно смикширована 30 сентября (моно-версия) и 29 октября (стерео-версия).
В записи участвовали:
- Джон Леннон — вокал, ритм-гитара
- Пол Маккартни — подголоски, бас-гитара
- Джордж Харрисон — подголоски, соло-гитара
- Ринго Старр — ударные

## Выпуск песни
В Великобритании «All I’ve Got to Do» была выпущена на альбоме With The Beatles, включавшем в себя и кавер-версию песни «You’ve Really Got a Hold on Me», исполнявшейся группой The Miracles и представлявшей собой наиболее очевидную связь между этим альбомом и музыкой Робинсона.
В США песня была опубликована на альбоме Meet the Beatles! 20 января 1964 года.

## Судьба песни
Песня никогда не исполнялась вживую, вероятно из-за медленного темпа и длинных пауз, после которых участники группы не смогли бы вступить синхронно из-за рёва поклонников, который всегда сопровождал их живые выступления.
Песня нередко перепевалась отдельными исполнителями. В частности:
- Американский исполнитель Джон «Moon» Мартин записал песню для своего студийного альбома Shots from a Cold Nightmare (1979).
- Американский акапельный квинтет Toxic Audio перепел песню для сборного альбома Come Together: An A Cappella Tribute to the Beatles[16] (2002).
- В 2007 году американская группа The Smithereens перепела эту песню (как и все остальные с альбома Meet The Beatles!) для своего трибьют-альбома Meet the Smithereens![17].